# 아리엘 (위성)
아리엘(Ariel)은 천왕성의 제1위성이며 천왕성의 5개 주요위성 중 하나이다. 1851년 10월 윌리엄 라셀이 발견했지만, 러시아 태생의 천문학자 오토 슈트루베가 이보다 4년 먼저 발견한 것을 보인다.
아리엘은 천왕성 중심에서 19만 1,020 km 떨어진 거리에서 공전하고 있으며, 그 주기는 약 2.5일이다. 아리엘의 지름은 약 1158 km, 질량은 천왕성 질량의 약 1.8×10－5배이며 광도는 13.7등급이다. 아리엘은 다른 4위성과 같이 천왕성의 적도면과 같은 궤도면상을 공전하고 있다. 아리엘은 태양계에서 14번째로 큰 위성이다.
아리엘은 주로 얼음으로 이루어져 있으며, 약간의 얼어붙은 메탄과 암석이 섞여 있을 것으로 생각된다. 1986년 미국의 탐사선 보이저 2호가 보내온 사진은 아리엘의 표면이 낭떠러지와 긴 계곡 같은 지형으로 엇갈려 있음을 보여준다. 이들 중 몇몇은 지각운동으로 만들어진 듯한 물질이 부분적으로 채워져 있다. 몇몇 경우에는 얼음이 지구의 빙하흐름과 같이 계곡에서 뻗어나와 넓은 평원을 가로지르는 것처럼 보인다.

## 같이 보기
- 위성 목록